# Pandemia de COVID-19 en Jujuy
El primer caso confirmado de la pandemia de COVID-19 en Jujuy se dio a conocer el 17 de marzo de 2020, mediante un comunicado emitido por el gobierno de la propia provincia. Se trataba de una mujer de 45 años de edad que procedía de un viaje por varios países de Europa. Desde entonces, se han reportado 18,759 casos confirmados en la totalidad de la provincia. 

## Impacto

### Educación
2020
2021

## Estadísticas

### Según departamento
| Departamento          | Confirmados | Muertes |
| --------------------- | ----------- | ------- |
| Dr. Manuel Belgrano   | 7613        | 335     |
| El Carmen             | 2552        | 157     |
| San Pedro             | 2296        | 107     |
| Ledesma               | 2100        | 119     |
| Palpalá               | 1385        | 61      |
| Yavi                  | 510         | 14      |
| Susques               | 508         | 1       |
| Humahuaca             | 428         | 21      |
| Tilcara               | 375         | 13      |
| Santa Bárbara         | 293         | 18      |
| Cochinoca             | 263         | 14      |
| Tumbaya               | 140         | 0       |
| San Antonio           | 117         | 3       |
| Rinconada             | 113         | 0       |
| Santa Catalina        | 41          | 0       |
| Valle Grande          | 10          | 0       |
| Total de la provincia | 18759       | 857     |